# Nationalpark Val Grande
 Nationalpark Val Grande (italiensk: Parco Nazionale della Val Grande) er en nationalpark beliggende i Piemonte, i det nordlige Italien, ved grænsen til Schweiz. Den er mest kendt for landskaberne højt oppe i Alperne.

## Geografi
Parken ligger i provinsen Verbano-Cusio-Ossola og er fordelt i 10 kommuner: Aurano, Beura-Cardezza, Caprezzo, Cossogno, Cursolo-Orasso, Intragna, Malesco, Miazzina, Premosello-Chiovenda, San Bernardino Verbano, Santa Maria Maggiore, Trontano, og Vogogna.
Hele parken ligger i floden Pos afvandingsområde. Den ligger mellem dalen Vigezzo mod nord, Cannobina mod nordvest, Ossoladalen mod sydvest og Lago Maggiore mod sydøst. Nationalparken er ubeboet og bliver ofte beskrevet som "den største vildmark i Alperne" 
Val Grande og Val Pogallo, to hoveddale i parken, den første løbende mod sydøst og sidstnævnte mod syd, afvander stort set alle floder i nationalparken. Disse dale forenes i Torrente San Bernardino, der er et tilløb til of Lake Maggiore. Hovedparten af området er skovdækket.

## Historie
Hyrder befolkede Val Grande senest i det 13. århundrede og der har været tømmerproduktion siden det 15. århundrede. Efter 2. verdenskrig forlod de sidste indbyggere dalen, som følge af de tyske troppers aktioner mod den italienske modstandsbevægelse i området i juni 1944. Idéen om at skabe en nationalpark i Val Grande går tilbage til 1953. I 1967, blev området udlagt til naturreservat (1a. Strict Nature Reserve under World Conservation Union) og blev det første område med den beskyttelse i den italienske del af Alperne. I 1974 udviklede Association Italia Nostra en detaljeret plan for at etablere en nationalpark, og i 1980'erne started forberedelserne. Parken blev oprettet 2. marts 1992. 24. juni 1998 blev parkens område udvidet.

## Turisme
I 2012 havde parken tre besøgscentre (beliggende i Santa Maria Maggiore, Cossogno, og Premosello-Chiovenda), to museer  og et antal naturruter, som kan følges med en guide.
- Val Grande og Lake Maggiore set fra Bocchetta di Scaredi
- Val Grande, Pizzo Proman (det højere bjerg til højre), Cicogna (den lille landsby nederst til højre) og Monte Rosa (til venstre, dækket af skyer), set fra Pizzo Pernice
- Val Pogallo, Cicogna, Cima Pedum og Cima della Laurasca, set fra Pizzo Pernice
- Val Pogallo, Cicogna og Monte Zeda (center), set fra vejen til Ompio
- Corni di Nibbio og Monte Rosa, set fra Cima Sasso (1.916 moh.)